# 脇坂安親
脇坂 安親（わきさか やすちか）は、江戸時代中期から後期にかけての大名。播磨国龍野藩7代藩主。龍野藩脇坂家9代。官位は従五位下・淡路守、図書頭。

## 生涯
元文3年（1738年）12月19日、近江国宮川藩3代藩主・堀田正陳の四男として誕生した。
龍野藩3代藩主・脇坂安清の弟・安利は、宝永7年（1710年）に2000石を分与されて旗本となっていたが、その長男である安種には嗣子がなかった。このため寛延2年（1749年）2月29日、安親が養子となって2000石の家督を継いだ。脇坂家は安利の祖父にあたる安政が堀田家から養子入りしており、正陳の曾祖父の堀田正信は安政の兄であった。家督相続後は小普請に所属した。
宝暦9年（1759年）に本家の6代藩主・脇坂安実が早世する。安実にも嗣子がなかったため、同年7月27日に安親が養子となりその家督を継いだ。なお、旗本としての脇坂家は廃家となる。9月1日、9代将軍・徳川家重に御目見した。12月7日、従五位下・淡路守に叙位・任官する。幕命により、追手組防火職・桜田防火職・江戸城桜田門番・勅使や朝鮮通信使、大納言などの接待役などを務めた。天明4年（1784年）4月13日、次男の安董に家督を譲って隠居する。隠居後は図書頭を称した。
文化7年（1810年）5月14日、江戸で死去した。享年73。

## 系譜
- 父：堀田正陳（1709年 - 1753年）
- 母：水谷勝比娘
- 養父：脇坂安種（1712年 - 1749年）、脇坂安実（1745年 - 1759年）
- 正室：上田義当娘
  - 長男：脇坂安教（1762年 - 1781年）
  - 次男：脇坂安董（1768年 - 1841年）
- 生母不明の子女
  - 三男：脇坂安積
  - 五男：脇坂安致
  - 六男：六角広胖（1776年 - ?） - 六角広孝の養子
  - 女子：釧 - 北条氏昉正室
  - 女子：板倉勝長正室
  - 女子：阿琴 - 田村村資正室
  - 女子：直 - 竹腰睦群正室、のち京極高有正室